# Hypokotyl

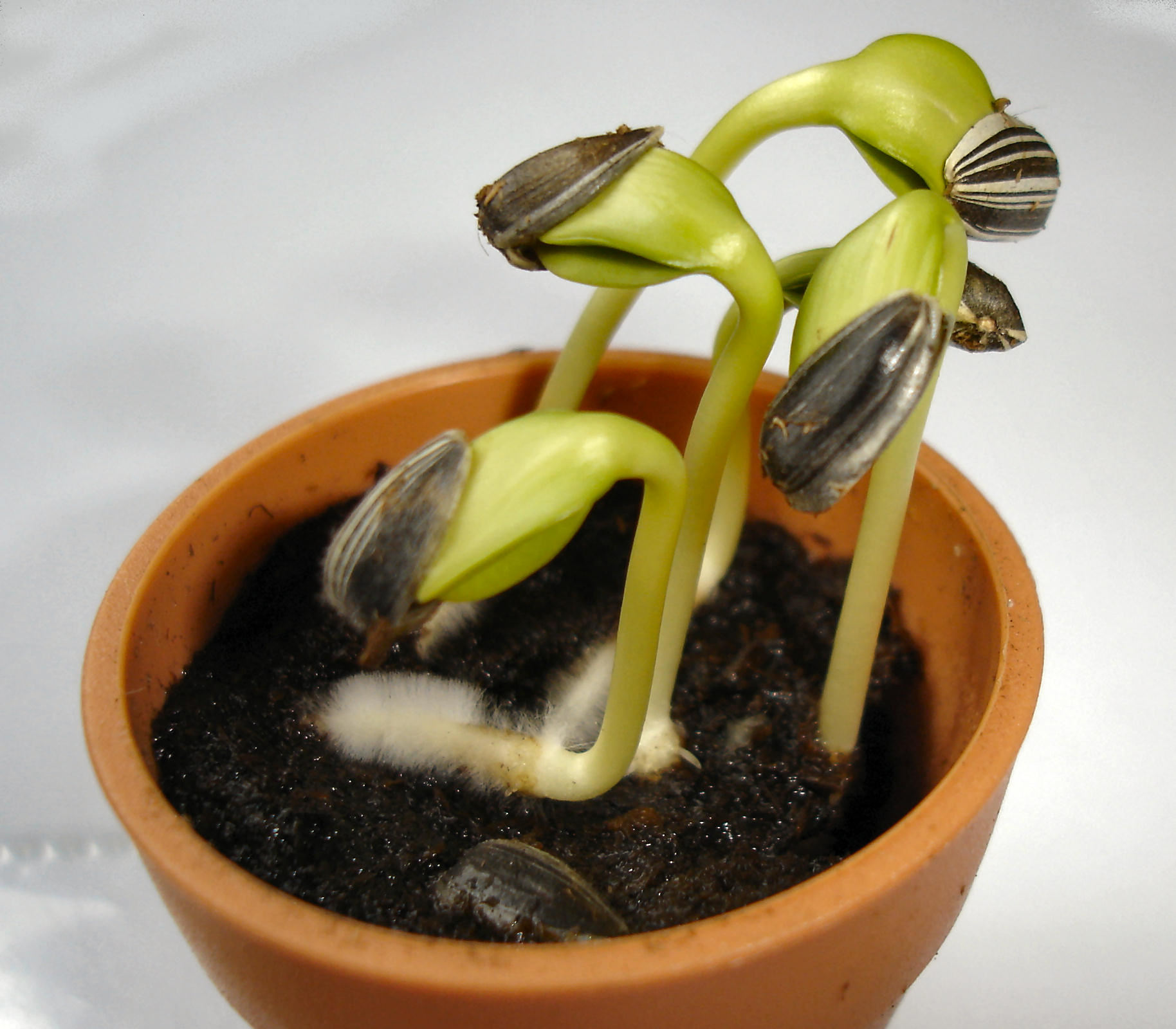
Hypokotyly zvedají semena slunečnice nad půdu

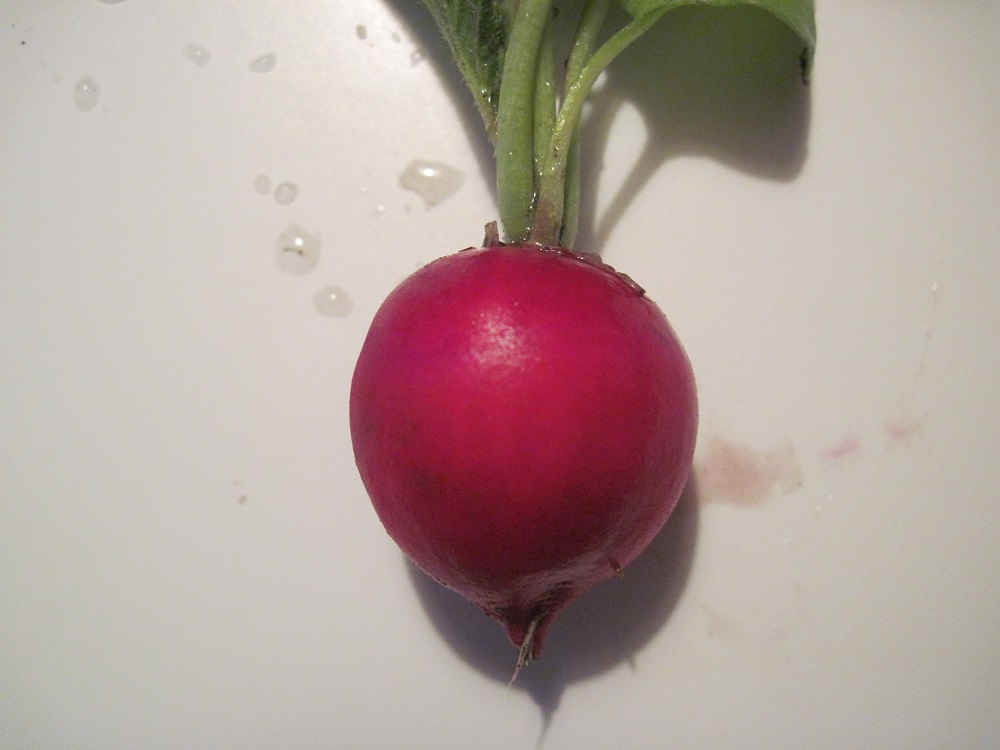
Ztlustlý hypokotyl ředkvičky

Hypokotyl (latinsky hypocotylus) je nejspodnější článek stonku mezi kořínkem a děložními lístky. Je také nazýván podděložním článkem, je prvým internodiem spojujícím kořen se stonkem.

## Popis
Hypokotyl je přítomen v klíčku každého semene, chová se však rozdílně podle způsobu klíčení.

### Epigeické klíčení

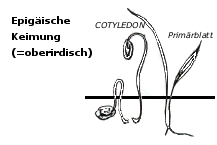
Epigeické klíčení

Při epigeickém (nadzemním) klíčení začne růst z klíčícího semene zanořeného v půdě nejdříve kořínek s vlášením, který proniká do půdy a počíná čerpat vláhu a živiny. Následně na horním konci kořínku začne vyrůstat hypokotyl, který se vztyčuje a vynáší semeno nad povrch půdy. Dělohy vynořeného semene se rozevřou a vyrostou děložní lístky, které spouštějí fotosyntézu. Směr růstu hypokotylu v půdě se řídí gravitací, po vynoření z půdy směřuje za přicházejícími slunečními paprsky. Toto klíčení probíhá většinou u rostlin s drobnými semeny, jako např. u fazolu, okurky, slunečnice, cibule, buku.
Na vrcholu hypokotylu je mezi dělohami prvý stonkový pupen, plumula, ze kterého vyroste epikotyl, druhé internodium stonku nacházející se mezi děložními lístky a prvými pravými listy. U rostlin, které vytvářejí listovou růžici, se epikotyl nevyvíjí.
Délka, tvar, barva i povrch hypokotylu se liší podle druhu rostliny a hloubky, ze které semeno klíčí. Někdy zhrubne, například u ředkvičky. Pokud zasejeme semeno kulaté ředkvičky příliš hluboko, bude i hypokotyl dlouhý a její bulva (nebo též hypokotylová hlíza) bude podlouhlá. Jindy může hypokotyl zdužnatět společně s kořenem a vytvořit bulvu, jako např. u celeru, petržele nebo červené řepy (u cukrové řepy je bulva celá tvořena kořenem). Z hypokotylu nevyrůstají jemné postranní kořínky jako z kořene.

### Hypogeické klíčení

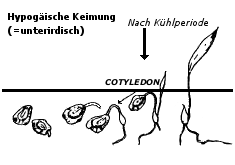
Hypogeické klíčení

Při hypogeickém (podzemním) klíčení začne stejným způsobem z klíčícího semene zanořeného v půdě růst nejdříve kořínek s vlášením, který proniká do půdy. Následně začne z plymuly v semeni vyrůstat směrem vzhůru epikotyl. Na jeho vrcholu nad povrchem půdy vyrostou prvé pravé listy. Hypokotyl zůstal nečinný v semeni, které setrvalo i s dělohami v půdě. Takto klíčí např. pšenice, kukuřice, hrách, dub, vlašský ořech, palma.